# Mark Griffith (Altphilologe)

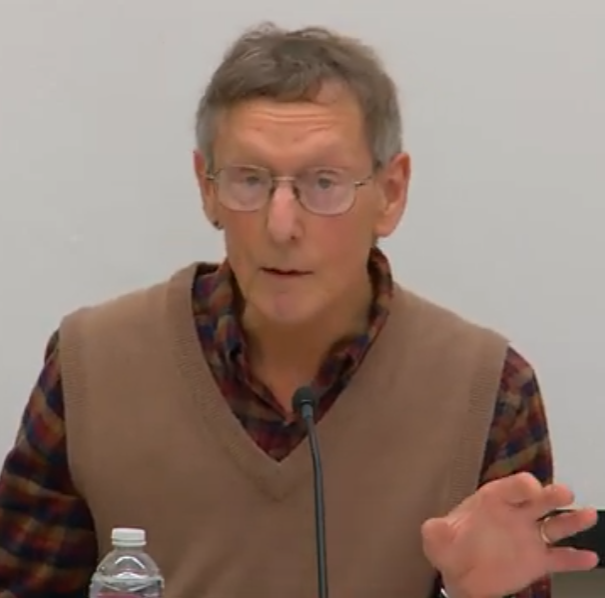
Mark Griffith (2021)

Mark Griffith (* 20. Jh.) ist ein britischer Altphilologe.

## Leben
Er erwarb den B.A. 1968 an der Universität Cambridge und den Ph.D. 1973 in Cambridge. Von 1968 bis 1969 unterrichtete an der Mill Hill School Latein und Griechisch. Von 1972 bis 1973 war er Junior Research Fellow am Peterhouse. Seit 2007 hat er den Klio Distinguished Professor of Classical Languages and Literature an der University of California, Berkeley inne. Inzwischen ist er emeritiert.
Seine Forschungsinteressen sind griechische Literatur, Drama, Musik und Performance.

## Schriften (Auswahl)
- The authenticity of Prometheus Bound. Cambridge 1977, ISBN 0-521-21099-2.
- Aeschylus: Prometheus Bound. Cambridge 1983, ISBN 0-521-27011-1.
- Sophocles: Antigone. Cambridge 1999, ISBN 0-521-33056-4.
- Aristophanes’ Frogs. Oxford 2013, ISBN 978-0-19-532773-1.
- Greek Satyr Play: Five Studies. (California Classical Studies, 3). Berkeley 2015. (E-Publikation)